# Die Klabriaspartie (Film)
Die Klabriaspartie ist ein 1915 entstandenes, knapp einstündiges deutsches Stummfilm-Lustspiel von Danny Kaden nach dem bekannten gleichnamigen Bühnenschwank (1889/1890) des Budapester Orpheums von Adolf Bergmann, ein, wie die Kinematographische Rundschau erinnerte, „klassische(s) Produkt jüdischen Jargonwitzes“.

## Handlung
Die Geschichte spielt im Umfeld „kleiner“ jüdischer Leute, Hausierer und Schnorrer, Lebens- und Überlebenskünstler allenthalben. Ihre Leben sind die von Underdogs der Gesellschaft und ihr ständiger Kampf dreht sich schlicht um das tagtägliche Überleben. Diese Vertreter des Lumpenproletariats und Prekariats finden ihren Trost beim Karten-, Domino- und Würfelspiel. Besonders beliebt ist das Kartenspiel Klabrias, ein Spiel für drei Personen. Während diesem Spiel, bei dem (im Bühnenstück) der jiddische Mutterwitz ganz im Fokus der handelnden Personen steht, wird gern und häufig gemogelt. 
Der erste Akt des Films zeigt die eigentliche Klabriaspartie im Café Schmonzes, einem beliebten Treffpunkt der Protagonisten. Die Schummeleien führen prompt zu einem heftigen Streit, der im zweiten Akt vor Gericht ausgetragen wird. Hier kommt dem gewieften, kleinwüchsigen Kiebitz Dowidl eine entscheidende Rolle zu, denn als Unparteiischer bemühen sich nun die anderen Klabriaspartie-Teilnehmer, ihn auf ihre Seite zu ziehen, teils mit Versprechungen und Bestechungsgeschenken, teils mit Androhungen. Hin- und hergerissen laviert der zwischen sämtlichen Stühlen sitzende Dowidl hin und her und macht den Streithähnen einander widersprechende Zusagen. Es ist der Schmonzes-Kellner Moritz, der die Querulanten dadurch versöhnt, indem er eine Zeitung vorlegt, in der ein verstorbener Rentner demjenigen 5000 Mark aus seinem Nachlass verspricht, der die beste Klabriaspartie spielen kann. So steht der dritte Akt ganz im Zeichen jenes „Preis-Klabbern“, dem Klabrias-Wettstreit zwischen den drei Hauptfiguren aus dem Café Schmonzes. Dieser Wettkampf findet in einem vornehmen Spielclub statt. Dort wird gemogelt, dass es nur so kracht. Umso enttäuschender ist dann, dass der Gewinn mitnichten das schöne Geldsümmchen ist, sondern vielmehr eine schnöde Büste. Enttäuscht ziehen die Gewinner dieser Klabriaspartie von dannen, wobei auch noch die Büste in Scherben fällt. Auch Kellner und Mediator Moritz ist der Dumme, hatte er sich doch einiges davon versprochen, drei Prozent der Gewinnsumme einkassieren zu können. 
Während sich das Theaterstück ganz dem jiddischen Dialogwitz verpflichtet fühlt und gerade dadurch zum großen Heiterkeitserfolg in der Budapester und Wiener, später in der Bearbeitung der Herrnfeld-Brüder auch in der Berliner Theaterwelt wurde, so verlegt der stumme Film bei der Adaption dieser Geschichte seinen Fokus zwangsweise mehr auf die mimische Kraft seiner Darsteller.

## Produktionsnotizen
Die Klabriaspartie entstand vermutlich im Herbst 1915 im Union-Filmatelier von Berlin-Tempelhof, passierte die Zensur im Dezember desselben Jahres und wurde im darauf folgenden Monat uraufgeführt. Die Länge des Dreiakters betrug etwa 1150 Meter.
Der Film wurde vor allem in Österreich-Ungarn, wo er am 11. Februar 1916 anlief, mit großem Interesse aufgenommen, war doch in Wien das gleichnamige Theaterstück mehr als 1000 Mal auf der Theaterbühne gezeigt worden.

## Kritik
In Wiens Kinematographische Rundschau heißt es: „Die Handlung ist recht humorvoll durchgeführt und … durch die zahllosen bekannten Witze der Klabriaspartie ziemlich stark gewürzt. Insbesonders sind es die Szenen im Café Schmonzes, die Szenen im Gerichtshause und die Eisenbahnfahrt, die Heiterkeitsstürme auslösen werden.“
Im Neues 8-Uhr-Blatt ist zu lesen: „Muß man auch naturgemäß im Kino auf viele der geflügelten Worte verzichten, so werden dafür die charakteristischen Gebärden und Gesten der Spieler im Film umso eindrucksvoller und belustigender festgehalten, so dass „Die Klabriaspartie“ auch im neuen Gewande stürmischen Beifall auslöst.“